# Кинзингер, Адам
Адам Дэниел Кинзингер (англ. Adam Daniel Kinzinger; /ˈkɪnzɪŋər/; род. 27 февраля 1978, Канкаки, Иллинойс) — старший политический комментатор канала CNN. Бывший Член Палаты представителей США от штата Иллинойс. Член Республиканской партии. Подполковник Военно-воздушных сил Национальной гвардии. Впервые был избран в Конгресс в 2010 году.
29 октября 2021 года объявил, что не будет переизбираться в Конгресс в 2022 году.

## Ранний период жизни и образование
Родился 27 февраля 1978 года в Канкаки, штат Иллинойс, США, в семье Бетти Джо (англ. Betty Jo), учительницы начальной школы, и Раса Кинзингера (англ. Rus Kinzinger), Chief Executive Officer религиозных организаций. Проведя часть своей юности в Джэксонвилле, штат Флорида, Адам в основном вырос в Блумингтоне, Иллинойс. В 1996 году окончил Normal Community West High School. В 2000 году получил степень бакалавра политических наук в Университете штата Иллинойс.
В 1998 году, будучи студентом университета, 20-летний Кинзингер стал одним из самых молодых членов совета округа Мак-Лейн, Иллинойс. Оставался в совете до ухода в отставку в 2003 году.
Работал стажёром у бывшего Сенатора США Питера Фицджеральда.

## Военная служба

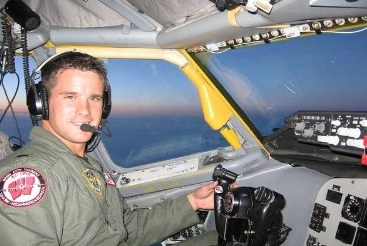
Кинзингер в Boeing KC-135 StratoTanker во время службы в ВВС США.

Кинзингер ушёл из совета округа в 2003 году, чтобы присоединиться к Военно-воздушным силам США (ВВС США). В ноябре 2003 года ему было присвоено звание второго лейтенанта. Позднее он стал пилотом самолёта KC-135 Stratotanker и летал на миссии в Южную Америку, Гуам, Ирак и Афганистан. После был пилотом самолета наблюдения Fairchild C-26 Metroliner и дважды находился в Ираке.
Служил в Командовании специальных операций ВВС США, Боевом авиационном командовании, Командовании воздушной мобильности и Висконсинской национальной гвардии ВВС и постепенно получил свое нынешнее звание подполковника. В феврале 2019 года в рамках своей постоянной службы в Национальной гвардии ВВС Кинзингер был направлен на границу Мексики и США для поддержания безопасности границы.

## Палата представителей США

### Выборы

#### 2010
В январе 2009 года Кинзингер встретился с членами Палаты представителей от Республиканской партии Майком Пенсом, Марком Кёрком и Питером Роскамом, чтобы обсудить возможную баллотировку в Конгресс. Он решил баллотироваться от 11-го избирательного округа штата Иллинойс. Начал полноценную кампанию в мае 2009 года, когда вернулся домой из своего третьего срока службы в Ираке. Его поддержала бывший губернатор штата Аляска Сара Пэйлин. 2 февраля 2010 году Кинзингер одержал победу на праймериз Республиканской партии, набрав 64 % голосов.
На всеобщих выборах его поддержали газеты Chicago Tribune и Chicago Sun-Times. Кинзингер победил 2 ноября 2010 года, набрав 57 % голосов.